# Bernard Vargaftig
Pour les articles homonymes, voir Cécile Vargaftig.
Œuvres principales
- Ce n'est que l'enfance (2008)
- Exactitude de l'effroi (1999)
- Et l'un l'autre Bruna Zanchi (1981)
- Orbe (1980)
- Description d'une Élégie (1975)

Bernard Vargaftig, né le 24 janvier 1934 à Nancy et mort le 27 janvier 2012 à Avignon, est un poète français.

## Biographie
Bernard Vargaftig nait en 1934 à Nancy dans une famille d’émigrés juifs d'Europe de l'Est : son père Simon est originaire de Kiev et sa mère Fanny Tchertoff, originaire de Minsk et née en 1907, a quitté l'Union Soviétique avec ses parents en 1925 pour la Palestine, puis la France l'année suivante.
Pendant la guerre, sa famille confie en 1940 le petit garçon aux moniteurs de l’Œuvre de secours aux enfants, qui le cachent dans l'Indre, puis près de Limoges, où il retrouve sa mère en 1944. Ses parents divorcent en 1946.
Bernard Vargaftig adhère au Parti communiste français à 17 ans, le 17 juin 1951 et le quittera en 1984 par désenchantement progressif à partir de l'avènement de Georges Marchais.
Bernard Vargaftig est enseignant au lycée professionnel Emmanuel-Héré de Laxou en Meurthe-et-Moselle, puis chargé de mission pour la poésie de la DRAC (direction régionale des Affaires culturelles) de Lorraine.
Ses poèmes sont d'abord publiés dans Les Lettres françaises. Il est un proche de Louis Aragon qui organise, le 14 décembre 1965, la soirée « Six poètes et une musique de maintenant » au théâtre Récamier à Paris, pour présenter de jeunes poètes (Jacques Garelli, Pierre Lartigue, Jacques Roubaud, André Liberati, Maurice Régnaut et lui-même). Il est ensuite membre des rédactions des revues Action poétique et Europe.
Il a publié des recueils de poèmes et une anthologie de poésies de la Résistance. Il a également traduit des poèmes de Sandor Weores (traduit du hongrois), Camillo Sbarbaro (traduit de l'italien avec Jean-Baptiste Para et Bruna Zanchi), Felicitas Frischmuth (de) (traduit de l'allemand) et Franco Loi (traduit du milanais, avec l'aide de l'auteur, et la collaboration de Bruna Zanchi).
Il reçoit en 2007 le prix Jean-Arp de littérature francophone pour l'ensemble de son œuvre.
Il épouse en 1963 en secondes noces Bruna Zanchi, fille d'immigrés italiens. Il  est le père de quatre enfants, dont l'écrivaine et scénariste Cécile Vargaftig.

## Œuvres
- Chez moi partout, Pierre Jean Oswald, 1967
- La Véraison, Gallimard, 1967
- Jables, Messidor, 1975
- Description d'une élégie, Seghers, 1975
- Orbe, Flammarion, Collection Textes/Flammarion, 1980. Couverture de Serge Marlin
- Et l'un l'autre Bruna Zanchi, Pierre Belfond, 1981
- Cette matière, André Dimanche, 1986. Couverture de Colette Deblé
- Lumière qui siffle, Seghers, 1986
- Suite Fenosa (avec Bernard Noël), André Dimanche, 1987
- VOICI ou un souffle à travers Journal du regard de Bernard Noël (illustrations d'Olivier Debré), Æncrages & Co, 1990, réédition 2010
- Ou vitesse, André Dimanche, 1991. Couverture de Colette Deblé - Prix Mallarmé
- Un récit, Seghers, 1991
- L'Inclinaison, Atelier des Grames, 1994
- Le Monde le monde, André Dimanche, 1994
- Distance nue, André Dimanche, 1994
- Dans les soulèvements, André Dimanche, 1996
- De face, Collodion, 1996
- Exactitude de l'effroi, Collodion, 1999
- Craquement d’ombre, André Dimanche, 2000
- Un même silence, André Dimanche, 2000
- Comme respirer, Obsidiane, 2003
- Trembler comme le souffle tremble, Obsidiane, 2005
- Aucun signe particulier, prose, Obsidiane, 2007
- Ce n'est que l'enfance, Éditions Arfuyen, 2008[6]
- L'Aveu même d'être là, Au diable vauvert, 2008, accompagné d'un DVD
- Je n'aime que l'énigme, J. Brémond, 2013. Encres de Sylvie Deparis

### Anthologies
- Echo 1 : anthologie de la création poétique en Lorraine, au Luxembourg belge, au Luxembourg et en Sarre, Æncrages & Co, 1991
- Poésies de Résistance, J'ai Lu Classiques, 1994
- La Poésie des romantiques, J'ai Lu Librio, 2008